# Heraclia batesi
Heraclia batesi là một loài bướm đêm trong họ Noctuidae.